# Březí nad Oslavou
Březí nad Oslavou là một làng thuộc huyện Žďár nad Sázavou, vùng Vysočina, Cộng hòa Séc.